# Садки (Волгоградская область)
Садки́ — село в Дубовском районе Волгоградской области в составе Лозновского сельского поселения.
Расположено в 34 км от реки Волги и Волгоградского водохранилища, в 11 км от административного центра поселения села Лозное, в 33 км от районного центра города Дубовка, в 48 км от Волгограда.

## История
Свою историю село Садки ведет ещё с 1823 года. В это время земли, где стоит село, принадлежали казачьей станице Пичуга. Из Пичуги выехало 5 семей, чтобы поселиться на неосвоенных землях. Им отделили участок земли в балке Яблоневая. Первыми поселенцами были Никита Иванович Битюцкий, Якушев, Терской, Лепилкин, Калинин. Плодородные земли, речка Тишанка и обилие леса привлекли их сюда. Близ этого места проходила дорога Камышин—Царицын, по которой возили почту. Опасным участком была дорога проходившая через лес. Часто на почту нападали разбойники. Вскоре к пяти семьям присоединились ещё три.
Из Саратовской губернии приехал землемер и выделил участок земли переселенцам. По закону Садкам предполагалось отделить землю от Шелкова пруда до балки Яблоневая, что составляло около 3000 гектаров, но мало показалось этих угодий приехавшим. Среди 8 семей был богатый казак Терской, имевший три табуна лошадей. Он подкупил землемера, и тот за пару рысаков прирезал ему ещё 5000 га.
Земля была поделена между семьями и жители начали заниматься земледелием и скотоводством. Постепенно орудия труда усложнялись, обработка почвы улучшилась. Село богатело. Появились зажиточные семьи: Криулины, Лепилкины. Они приобретали железные плуги, косилки. Село разрасталось: к этому времени земство построило школу. Она была 4-классная и находилась в отдельном доме, для продолжения обучения состоятельные люди посылали детей в Пичугу.

## Гражданская война

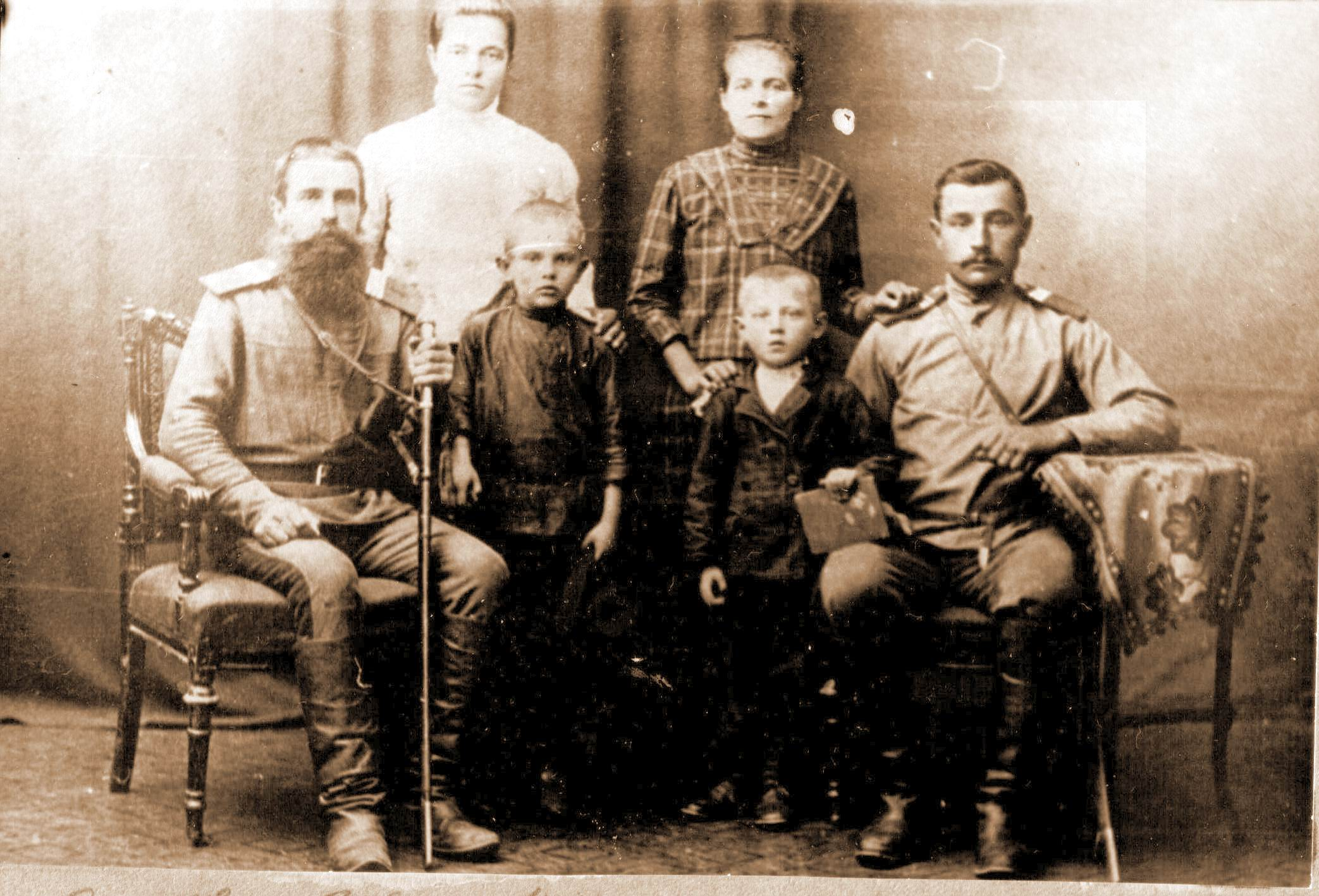
Садковские казаки, 1914 год

В 1914 году началась первая мировая война. Молодых казаков провожали на фронт. В 1917 году им надоело воевать за царя, и многие стали возвращаться домой. Одни вступали в красноармейские отряды, другие вернулись в село, чтобы установить Советскую власть.
В 1918 году в село из Тамбова приехал продотряд из четырех человек, чтобы организовать продразверстку, то есть изымать «излишки» зерна у казаков. В Садках было много зажиточных казаков. Один из них, Исай Гаврилович Лепилкин, поехал в х. Медведи за помощью к белогвардейцам. Продотрядовцы были схвачены и расстреляны за селом. Так в Садках началась гражданская война.
Осенью 1918 года особенно жестокие бои были под Ерзовкой. Белогвардейцы захватили в плен 20 красноармейцев и расстреляли за Садками в балке Почтовой. Позже останки бойцов были перенесены и захоронены на территории монастыря г. Дубовка.
23 января 1919 года из посада Дубовка свой легендарный рейд, через села Прямая Балка, Давыдовка, Малая Ивановка, Лозное, совершила конница М. С. Буденного. 27 января 1919 года дивизия Буденного выбила белогвардейцев из Садков. Появление конной лавы перед позициями белогвардейской пехоты, оборонявшей с севера и востока село Лозное, было таким неожиданным, что белогвардейцы, не успев изготовиться к бою, оказались в плену. Кавалерийские полки Яковлева, располагавшиеся в Лозном, не приняли бой и отступили в Садки, где находился их штаб бригады и два полка пехоты. Растерянность передалась и войскам, находившимся в Садках. Полковник Яковлев бросил бригаду и с небольшой группой всадников ускакал на хутор Заварыгин. Предвидя бегство противника из Садков, буденовцы (полк серба Олеко Дундича) перехватили пути их отхода, и остатки войск бригады целиком были пленены в Садках. В этом бою в плен взяли 7300 солдат и офицеров, захватили 18 орудий, сорок пулеметов, 1300 лошадей с седлами, а также большие обозы с продовольствием, боеприпасами и другим военным имуществом, в том числе пять тысяч голов голов скота, отобранными у населения окрестных сел и хуторов. Большую часть скота по распоряжению командования дивизии тут же раздали местным жителям. Из Садков Буденный повел полки через х. Заварыкин на Иловлю, а затем по над Доном на Царицын.
В 1919 году был организован сельский Совет. Председателем был избран Александр Дорофеевич Лепилкин, секретарем Семен Иванович Калинин.
8 октябре 1919 года вновь пришли белые. Представители советской власти были схвачены и повешены. Затем село несколько раз переходило из рук в руки. 3 января 1920 года Царицын был взят войсками Красной армии. Советская власть была окончательно установлена и в Садках.

### Коллективизация и Отечественная война
В 1921 году организовали артель «Красный партизан», в которую вошли бедняки. Возглавлял её Илья Иванович Бондарев. Коммуна заняла бывшую усадьбу Криулиных. Государство выделило ссуду на приобретение плугов и борон. Середняки и кулаки не поддерживали насильственную коллективизацию. В 1929 году они были принудительно депортированы в Сибирь. Инвентарь, скот, хлеб конфисковали и передали в колхоз «Политотделец», который был образован в селе.
Установлению Советской власти помогали первые комсомольцы. Секретарем комсомольской ячейки, куда входило 5 человек, был Ипполит Александрович Лепилкин. Он получал задания в селе Лозном. В работу ячейки входила борьба с религией и безграмотностью. Были открыты изба-читальня и клуб. Культурная жизнь села Садки стала улучшаться. Появились первые тракторы, машины.
Но мирный труд села был прерван Великой Отечественной войной. Враг подошел вплотную к селу. На защиту Родины выступили комсомольцы. Среди них был Николай Санджиров. За героические подвиги Родина присвоила ему звание Героя Советского Союза. Сейчас школа нашего села носит имя героя.
Жители были эвакуированы в село Варькино. В селе Садки разместили четыре госпиталя. Часто село подвергалось бомбардировкам, было сильно разрушено. Когда врага изгнали за пределы нашей области, в село стали возвращаться его жители. Садки восстанавливались. В центре села сейчас находится братская могила, в которой похоронены участники гражданской и Великой Отечественной войн.
В 1954 году на освоение целинных земель в село Садки приехали комсомольцы Ю. С. Миньтюков, Е. Ф. Солдаткин, В. М. Мальков, В.С. Шаванов и другие. В этом же году колхоз «Политотделец» был организован в совхоз «Баррикады», а впоследствии Садки стали одним из отделений этого совхоза.
В настоящее время село Садки административно входит в Лозновское сельское поселение.

## Население
Динамика численности населения по годам:
| 1987  | 2002 |
| ----- | ---- |
| ≈ 390 | 340  |

| 2010 |
| ---- |
| 303  |